# 美馬牛車站
美馬牛車站（日语：／ Bibaushi eki */?）是一由北海道旅客鐵道（JR北海道）所經營的鐵路車站，位於日本北海道上川郡美瑛町境內，是地方交通線富良野線沿線一個無人駐守的車站，由JR北海道旭川支社負責管轄。

## 簡介
美馬牛車站的站名來自愛奴語中的「pipa-us-i」（多沼貝的河流）。車站本身雖無人管理且非交通要衝，但附近卻因為有許多美瑛當地著名的景點而出名。其中包括距離步程約半小時的賞花名勝四季彩之丘（四季彩の丘），與因為獨特三角形屋頂與歐風景色，而由日本著名風景攝影家前田真三拍攝之後廣為流傳而成為觀光客熱門拍照地點的美瑛町立美馬牛小學校。
富士電視台的知名電視劇系列《來自北國》在1989年時播放的續集《來自北國'89歸鄉》（北の国から'89帰郷）曾以美馬牛車站的站房與月台作為外景拍攝地點，由於該系列作品在日本具有非常高的收視率，連帶使得此車站也成為觀光客留影的熱門景點之一。

## 車站構造
- 設置側式月台、2面2線的地面車站。
- 無人車站。設置自動售票機。

## 車站周邊
車站周圍主要是農地，亦有規模較大的聚落。車站前為商店及單車出租場。
- 國道237號
- 北海道道824號美澤美馬牛線
- 美馬牛郵局
- 拓真官（風景攝影家前田真三的畫廊）
- 美瑛町立美馬牛中學校
- 美瑛町立美馬牛小學校
- 四季彩之丘
- 美馬牛自由青年旅社（日语：美馬牛リバティユースホステル）

## 歷史
- 1926年（大正15年）9月10日 - 日本國有鐵道美馬牛車站開始營運。一般車站。
- 1962年（昭和37年）11月1日 - 停止貨物裝卸。
- 1983年（昭和58年）9月1日 - 停止行李處理。
- 1987年（昭和62年）4月1日 - 國鐵分割民營化後，由JR北海道繼承業務。
- 1992年（平成4年）4月1日 - 廢除簡易委託，車站無人化。

## 相鄰車站
北海道旅客鐵道（JR北海道）
■富良野線
上富良野（F39）－美馬牛（F38）－美瑛（F37）

## 外部連結
- （日語）美馬牛車站（JR北海道旭川支社）
- （日語）全驛參觀之旅 （页面存档备份，存于）